# Hyla molleri
La ranita de San Antón o de San Antonio (Hyla molleri) es una pequeña rana arborícola del género Hyla, de color verde. Durante muchos años fue considerada una subespecie de Hyla arborea hasta que estudios de filogenia molecular demostraron que era una especie distinta. Durante el cortejo y la reproducción se encuentran en las charcas cercanas a la vegetación donde suele habitar el resto del año. Los machos croan repetidamente para atraer a las hembras que depositan los huevos y se desarrollan en pocos días. Los renacuajos maduran en un mes y medio o tres, dependiendo de las condiciones del agua. Esta nueva especie se distribuye únicamente por el suroeste atlántico de Francia y la península ibérica, encontrándose casi amenazada debido a la pérdida de hábitat y a la contaminación de las aguas.

## Descripción
Es una pequeña rana de unos 3,5 a 4,5 cm de longitud. La longitud máxima registrada de la especie es de 5 cm, sin embargo en las poblaciones del sistema Central su longitud media no sobrepasa los 2 cm. Es de forma rechoncha con la piel lisa, largas patas bordeadas de franjas marrones y con la punta de los dedos ensanchada en forma de discos adhesivos. Suelen ser de color verde aunque puede variar hacia marrones, verdes o amarillos e incluso azules según el sustrato, la temperatura o la humedad relativa. Posee una banda marronácea o negruzca enmarcada en amarillo que parte del orificio nasal y llega hasta las ingles formando un bucle hacia el dorso anterior. La longitud de esta banda la diferencia de la ranita meridional.
Las puestas y el desarrollo de las larvas se produce en charcas, marismas y ríos de cursos lentos con hidroperiodos prolongados. El renacuajo, de tonos verdes irisados, mide entre medio y cinco centímetros de longitud, posee el espiráculo en su lado izquierdo y el ano en el derecho, y una cresta dorsal muy elevada que comienza en los ojos. La cola termina en una punta fina y suele ser lisa, aunque a veces posee una franja oscura longitudinal.

## Sistemática
Hasta finales de la década de 2000 era considerada una subespecie de Hyla arborea —H. arborea molleri—, caracterizada por su menor tamaño, patas traseras relativamente más largas y distribución ibérica. En 2008 estudios moleculares llevados a cabo por el equipo de M. Stöck sugirieron la especificidad de esta rana, alejada filogenéticamente de H. arborea. Con posterioridad, en 2011, Barth y colaboradores apoyaron el estatus de nueva especie basándose también en estudios de genética molecular, haciendo notar que las mayores diferencias se encuentran en las poblaciones de la costa norte de Galicia y que la zona de contacto entre H. molleri e H. arborea se encuentre posiblemente en el País Vasco franco-español.
Sin embargo esta distinción entre especies se ha discutido desde antiguo. En 1974, H. Schneider, basándose en las llamadas de apareamiento y en las relaciones entre las ranas del género Hyla europeas, y en su trabajo de sistemática de 2004 ya rechazaba esta hipótesis. Más recientemente, en 2010, J. Speybroeck y colaboradores aseguraban que el reconocimiento de esta nueva especie solo puede basarse en el genoma mitocondrial y que no existe ninguna evidencia morfológica ni de canto para separar ambas especies.
El nombre científico se atribuye a Jacques von Bedriaga, quien en 1890 denominó a esta especie como la variedad Hyla arborea var. molleri basándose en un ejemplar de Coímbra, en Portugal. Posteriormente,  Parker en 1956 la denominó Hyla meridionalis molleri. Con los estudios moleculares y al confirmar que se trataba de una nueva especie, Stöck y colaboradores la nombraron Hyla molleri Stöck, Dubey, Klütsch, Litvinchuk, Scheidt, and Perrin, 2008, incurriendo en sinonimia.

## Reproducción y desarrollo

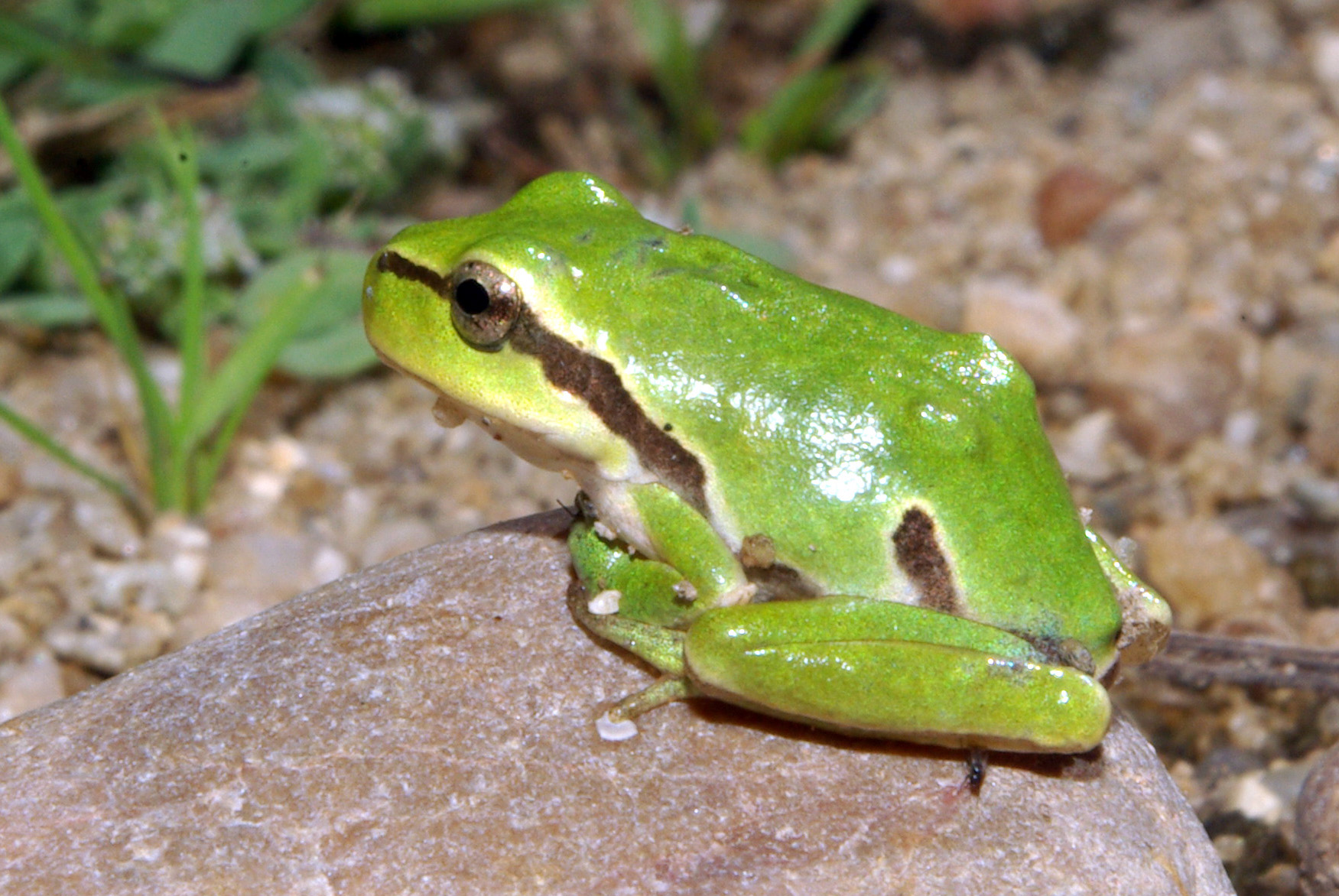
Juvenil de ranita de San Antonio

Durante la época de reproducción, que comienza en primavera, los machos hinchan su gran saco vocal, esférico, pardo amarillento, y sin pliegues al deshincharse, con el que emiten el canto de apareamiento. Éste es muy sonoro y es croado cerca de las charcas durante la noche. Además poseen otro canto territorial para ahuyentar a posibles rivales demasiado cercanos. Las hembras no poseen este saco vocal y la parte inferior del mentón es más clara. Acuden a la charca menos de tres días, de los más de treinta que los machos croan. Tras el amplexo y según la temperatura del agua, los huevos eclosionan entre dos y nueve días. Después, los renacuajos se desarrollan durante cuarenta y seis a noventa días, pudiendo, en casos excepcionales, pasar el invierno en estado larvario.

## Hábitat y distribución
Se trata de un endemismo ibérico y del extremo suroccidental atlántico francés. Se distribuye sobre todo por el noroeste de la península ibérica, alcanzando el sur de Portugal, y oeste y norte de Andalucía. Por el este llega a Albacete, Cuenca, Teruel y Huesca.
Es una rana arborícola, esto es, trepa por la vegetación ribereña adyacente a la masa de agua. Los subadultos se encuentran más frecuentemente en la hierba húmeda y próxima al agua. Su hábitat son los zarzales, vegetación de ribera, setos, jardines y, en general, vegetación húmeda o de zonas pantanosas, de regiones con clima atlántico o submediterráneo, desde el nivel del mar hasta los 2100 m s. n. m. Es más activa durante la noche o el crepúsculo, aunque puede estar activa durante los días calurosos y húmedos. Muy buena y ágil trepadora, se la puede encontrar en tapiales, abrevaderos y pozos.
En las zonas de contacto con la especie Hyla meridionalis —valle del Tiétar, Sierra Morena, Badajoz y Guipúzcoa— puede hibridar con ella produciendo individuos estériles.

## Conservación

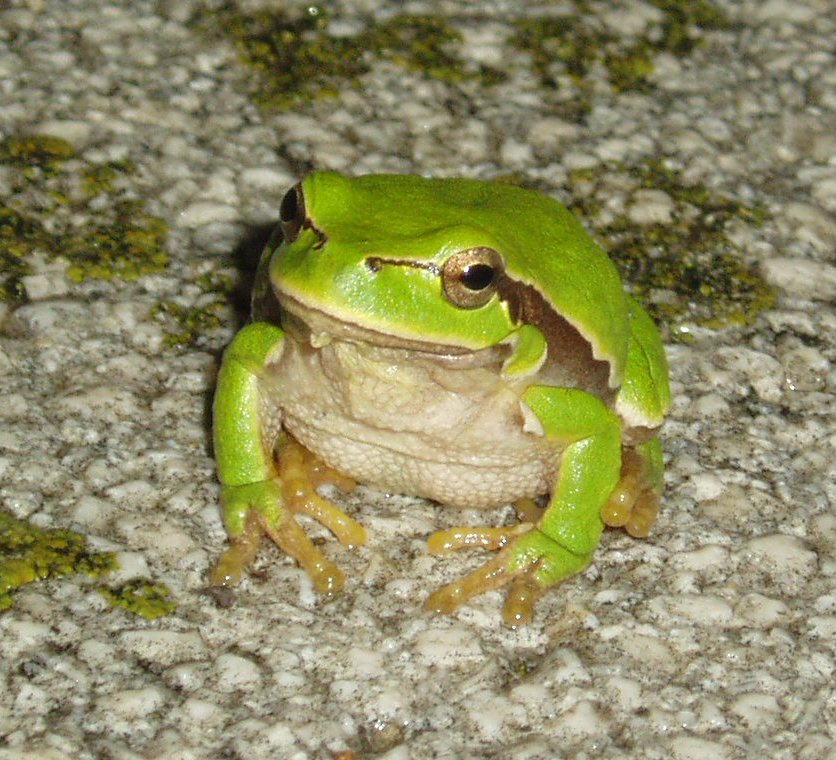
Es un anfibio casi amenazado.

Esta especie no aparece en la Lista Roja de la UICN, aunque sí lo hace Hyla arborea que se encuentra en la categoría LC de «preocupación menor». Sin embargo, sí aparece recogida en el Atlas y libro rojo de los anfibios y reptiles de España con la categoría NT «casi amenazada» debido a la regresión de sus poblaciones, fundamentalmente las que se encuentran en las zonas más secas. Los renacuajos son muy sensibles a la contaminación agro-química de sus charcas, así como a las sequías.